# André Prévost
André Prévost (Rheims, 26 de Março de 1860 - Paris, 15 de Fevereiro de 1919) foi um tenista francês.
Foi um vice-campeão de Roland Garros em 1900. Ele ganhou o bronze em duplas nas Olimpíadas de 1900, com Georges de la Chapelle. André Prevost era pai da também medalhista olímpica Hélène Prévost.

## Grand Slam finais

### Simples: 1 (0–1)
| Resultado | Ano  | Campeonato       | Piso   | Oponente  | Placar   |
| Vice      | 1900 | Aberto da França | Saibro | Paul Aymé | 6–3, 6–0 |